# サークルチャートミュージックアワード
- ガオンチャートミュージックアワード
- GAONチャートミュージックアワード
- サークルチャートミュージックアワード
- CIRCLEチャートミュージックアワード

サークルチャートミュージックアワード（朝: 써클차트 뮤직 어워즈、英: Circle Chart Music Awards）は、韓国の大衆音楽授賞式。第5回まで授賞式名はガオンチャートK-POPアワード（朝: 가온차트 케이팝 어워드、英: Gaon Chart K-POP Awards）、第11回まで授賞式名はガオンチャートミュージックアワード（朝: 가온차트 뮤직 어워드、英: Gaon Chart Music Awards）だった。Music is Our Life, Memory, and History!!というスローガンのもと、サークルチャートの運営元である社団法人韓国音楽コンテンツ産業協会が主催する。主管はサークルチャートミュージックアワード事務局が務め、Bugs!、SMTOWNトラベル、TOKツアー、ソリバダ、Ticketlink、ロッテJTBなどが共同協賛、制作はBOXMEDIAによる。Mnetが生放送中継し、V LIVEによる生配信も行われる。前年度のサークルチャート年末決算に基づき選定された音楽業界従事者に対し各賞が授与される。

## 沿革
- 2012年2月22日 - 第1回ガオンチャートK-POPアワード 2011実施[4]
- 2017年2月22日 - 授賞式名をガオンチャートミュージックアワードに改称[3]
- 2018年12月3日 - 「ファン投票人気賞」を廃止[5]
- 2023年2月18日 - チャート名改称に伴い、授賞式名もサークルチャートミュージックアワードに改称
- 2024年3月26日、主催元の韓国音楽コンテンツ産業協会が無秩序に乱立するK-POP授賞式に懸念を示しサークルチャートミュージックアワードの無期限延期を表明。

## 日程
回数、日付、会場は公式サイトに基づく。
- 2011年度第1回 - 2012年2月22日 ブルースクエアサムスンカードホール
- 2012年度第2回 - 2013年2月13日 オリンピック公園オリンピックホール
- 2013年度第3回 - 2014年2月12日 オリンピック公園体操競技場
- 2014年度第4回 - 2015年1月28日 オリンピック公園体操競技場（MCはイトゥクとGirl's Dayヘリ[6]）
- 2015年度第5回 - 2016年2月17日 オリンピック公園オリンピックホール
- 2016年度第6回 - 2017年2月22日 蚕室体育館
- 2017年度第7回 - 2018年2月14日 蚕室室内体育館
- 2018年度第8回 - 2019年1月23日 蚕室室内体育館
- 2019年度第9回 - 2020年1月8日 蚕室室内体育館
- 2020年度第10回 - 2021年1月13日（非対面形式で開催）
- 2021年度第11回 - 2022年1月27日 蚕室室内体育館
- 2022年度第12回 - 2023年2月18日 KSPOドーム
- 2023年度第13回 - 2024年1月10日 釜山・BEXCO

## 今年の歌手賞
受賞内容は公式サイトに基づく。

### アルバム部門
2011年度第1回 - 授賞式2012年
- 第1四半期 - 東方神起『Keep Your Head Down』
- 第2四半期 - BEAST『Fiction and Fact』
- 第3四半期 - SUPER JUNIOR『Mr.Simple』
- 第4四半期 - 少女時代『The Boys』

2012年度第2回 - 授賞式2013年
- 第1四半期 - BIGBANG『ALIVE』
- 第2四半期 - 少女時代-テティソ『Twinkle』
- 第3四半期 - SUPER JUNIOR『Sexy, Free & Single』
- 第4四半期 - 東方神起『Catch Me』

2013年度第3回 - 授賞式2014年
- 第1四半期 - 少女時代『I Got a Boy』
- 第2四半期 - チョー・ヨンピル『Hello』
- 第3四半期 - EXO『Growl』朝鮮語版
- 第4四半期 - EXO『12月の奇跡』朝鮮語版

2014年度第4回 - 授賞式2015年
- 第1四半期 - 東方神起『TENSE』
- 第2四半期 - EXO-K『Overdose』
- 第3四半期 - SUPER JUNIOR『MAMACITA』
- 第4四半期 - SUPER JUNIOR『This is Love』

2015年度第5回 - 授賞式2016年
- 第1四半期 - EXO『Exodus』朝鮮語版
- 第2四半期 - EXO『Love Me Right』朝鮮語版
- 第3四半期 - SUPER JUNIOR『Devil』
- 第4四半期 - EXO『Sing For You』

2016年度第6回 - 授賞式2017年
- 第1四半期 - GOT7『FLIGHT LOG: DEPARTURE』
- 第2四半期 - EXO『Ex'act』朝鮮語版
- 第3四半期 - EXO『Lotto』朝鮮語版
- 第4四半期 - 防弾少年団『WINGS』

2017年度第7回 - 授賞式2018年
- 第1四半期 - 防弾少年団『YOU NEVER WALK ALONE』
- 第2四半期 - SEVENTEEN『Al1』
- 第3四半期 - 防弾少年団『LOVE YOURSELF 承“Her”』
- 第4四半期 - Wanna One『1-1=0(NOTHING WITHOUT YOU)』

2018年度第8回 - 授賞式2019年
- 第1四半期 - Wanna One『0-1=1(I Promise You)』
- 第2四半期 - 防弾少年団『LOVE YOURSELF 轉 'Tear'』
- 第3四半期 - 防弾少年団『LOVE YOURSELF 結 'Answer'』
- 第4四半期 - EXO『DON’T MESS UP MY TEMPO』

2019年度第9回 - 授賞式2020年
- 第1四半期 - SEVENTEEN『YOU MADE MY DAWN』
- 第2四半期 - 防弾少年団『MAP OF THE SOUL : PERSONA』
- 第3四半期 - SEVENTEEN『An Ode』
- 第4四半期 - EXO『OBSESSION』

2020年度第10回 - 授賞式2021年
- 第1四半期 - 防弾少年団『MAP OF THE SOUL : 7』
- 第2四半期 - ベクヒョン『Delight』
- 第3四半期 - SEVENTEEN『Heng：garae』
- 第4四半期 - 防弾少年団『BE (Deluxe Edition)』

2021年度第11回 - 授賞式2022年
- 第1四半期 - IZ*ONE『One-reeler/Act IV』
- 第2四半期 - NCT DREAM『Hot Sauce』
- 第3四半期 - 防弾少年団『Butter』
- 第4四半期 - NCT 127『Sticker』

2022年度第12回 - 授賞式2023年
- 第1四半期 - NCT『Universe』
- 第2四半期 - SEVENTEEN『Face the Sun』
- 第3四半期 - 防弾少年団『Proof』
- 第4四半期 - Stray Kids『Maxident』

2023年度第13回 - 授賞式2024年
- ジョングク『Golden』
- NCT DREAM『ISTJ』
- SEVENTEEN『Seventeenth Heaven』
- Stray Kids『5-Star』
- TOMORROW X TOGETHER『The Name Chapter: FREEFALL』

### 音源部門
2011年度第1回 - 授賞式2012年
- 1月 - Secret『Shy Boy』
- 2月 - IU『私だけ知らなかった話』
- 3月 - K.Will『胸がときめく』
- 4月 - BIGBANG『Love Song』
- 5月 - 2NE1『Lonely』
- 6月 - Secret『Starlight Moonlight』
- 7月 - T-ARA『Roly-Poly』
- 8月 - Leessang『TVを消したね』
- 9月 - ダビチ『Don't Say Goodbye』
- 10月 - イ・スンギ『恋愛時代』
- 11月 - Wonder Girls『Be My Baby』
- 12月 - IU『YOU&I』

2012年度第2回 - 授賞式2013年
- 1月 - T-ARA『Lovey-Dovey』
- 2月 - BIGBANG『Blue』
- 3月 - BIGBANG『Fantastic Baby』
- 4月 - Busker Busker『桜エンディング』
- 5月 - 少女時代-テティソ『Twinkle』
- 6月 - Wonder Girls『Like This』
- 7月 - 2NE1『I Love You』
- 8月 - PSY『江南スタイル』
- 9月 - ソ・イングク & チョン・ウンジ『All For You』
- 10月 - ガイン『Bloom』
- 11月 - イ・ハイ『1,2,3,4』
- 12月 - イ・スンギ『Return』

2013年度第3回 - 授賞式2014年
- 1月 - 少女時代『I Got a Boy』
- 2月 - SISTAR19『Gone Not Around Any Longer』
- 3月 - ダビチ『Turtle』
- 4月 - PSY『ジェントルマン』
- 5月 - 4minute『What's Your Name?』
- 6月 - SISTAR『Give it to Me』
- 7月 - Dynamic Duo『BAAAM』
- 8月 - San E『Story of Someone I Know』
- 9月 - Mad Clown & ソユ『Stupid in Love』
- 10月 - IU『赤い靴』
- 11月 - miss A『Hush』
- 12月 - ソ・イングク & ZIA『Loved You』

2014年度第4回 - 授賞式2015年
- 1月 - Girl's Day『Something』
- 2月 - ソユ & チョンギゴ『Some』
- 3月 - 2NE1『Come Back Home』
- 4月 - 楽童ミュージシャン『200%』
- 5月 - god『みにくいアヒルの子』
- 6月 - テヤン『Eyes, Nose, Lips』
- 7月 - San E & レイナ『真夏の夜の蜂蜜』
- 8月 - パク・ボラム『綺麗になった』
- 9月 - SISTAR『I Swear』
- 10月 - キム・ドンリュル『How I Am』
- 11月 - MCモン『MISS ME OR DISS ME』
- 12月 - Apink『LUV』

2015年度第5回 - 授賞式2016年
- 1月 - Mad Clown『Fire』
- 2月 - ナオル（Blown Eyed Soul）『同じ時間の中の君』
- 3月 - MCモン『Love Mash』
- 4月 - miss A『Only You』
- 5月 - BIGBANG『LOSER』
- 6月 - BIGBANG『BANG BANG BANG』
- 7月 - BIGBANG『IF YOU』
- 8月 - BIGBANG『Let's Not Fall in Love』
- 9月 - iKON『MY TYPE』
- 10月 - テヨン『I』
- 11月 - ジコ『Boys and Girls』
- 12月 - PSY『DADDY』

2016年度第6回 - 授賞式2017年
- 1月 - GFRIEND『Rough』
- 2月 - MAMAMOO『You're the Best』
- 3月 - チャン・ボムジュン『Fallen in Love (Only with You)』
- 4月 - TWICE『CHEER UP』
- 5月 - Urban Zakapa『I Don't Love You』
- 6月 - SISTAR『I Like That』
- 7月 - Wonder Girls『Why So Lonely』
- 8月 - BLACKPINK『WHISTLE』
- 9月 - イム・チャンジョン『僕が犯した愛』
- 10月 - TWICE『TT』
- 11月 - BLACKPINK『PLAYING WITH FIRE』
- 12月 - BIGBANG『FXXK IT』

2017年度第7回 - 授賞式2018年
- 1月 - 楽童ミュージシャン『오랜 날 오랜 밤』
- 2月 - TWICE『KNOCK KNOCK』
- 3月 - IU『밤 편지 (Through the Night)』
- 4月 - IU『Palette』
- 5月 - PSY『I LOV IT』
- 6月 - G-DRAGON『무제 (無題)』
- 7月 - EXO『Ko Ko Bop』
- 8月 - ソンミ『가시나 (Gashina)』
- 9月 - SECHSKIES『특별해 (SOMETHING SPECIAL)』
- 10月 - Epik High『연애소설 (LOVE STORY)』
- 11月 - Wanna One『Beautiful』
- 12月 - TWICE『Heart Shaker』

2018年度第8回 - 授賞式2019年
- 1月 - iKON『LOVE SCENARIO』
- 2月 - ロイ・キム『Only then』
- 3月 - BIGBANG『FLOWER LOAD』
- 4月 - TWICE『What is Love？』
- 5月 - BOL4『TRAVEL』
- 6月 - BLACKPINK『DDU-DU DDU-DU』
- 7月 - TWICE『Dance The Night Away』
- 8月 - Red Velvet『POWER UP』
- 9月 - イム・チャンジョン『하루도 그대를 사랑하지 않은 적이 없었다』
- 10月 - IU『BBIBBI』
- 11月 - ジェニー『SOLO』
- 12月 - Ben『180°』

2019年度第9回 - 授賞式2020年
- 1月 - M.C the MAX『After You've Gone』
- 2月 - ファサ『twit』
- 3月 - テヨン『Four Seasons』
- 4月 - BOL4『Bom』
- 5月 - ダビチ『Unspoken Words』
- 6月 - ジャン・ヘジン&ユン・ミンス『Drunk on Love』
- 7月 - Ben『Thank You for Goodbye』
- 8月 - ソンミ『LALALAY』
- 9月 - 楽童ミュージシャン『How Can I Love the Heartbreak, You’re the One I Love』
- 10月 - MCモン『Fame』
- 11月 - IU『Love Poem』

2020年度第10回 - 授賞式2021年
- 2019年12月 - Red Velvet『Psycho』
- 1月 - ジコ『Any song』
- 2月 - BTS『ON』
- 3月 - M.C the MAX『BLOOM』
- 4月 - OH MY GIRL『Nonstop』
- 5月 - IU『eight (Prod.＆Feat. SUGA of BTS)』
- 6月 - BLACKPINK『How You Like That』
- 7月 - ジコ『Summer Hate (Feat. Rain)』
- 8月 - BTS『Dynamite』
- 9月 - チョンハ＆Christopher『Bad Boy』
- 10月 - BLACKPINK『Lovesick Girls』
- 11月 - BTS『Life Goes On』

2021年度第11回 - 授賞式2022年
- 2020年12月 - テヨン『What Do I Call You』
- 1月 - IU『Celebrity』
- 2月 - SHINee『Don't Call Me』
- 3月 - IU『LILAC』
- 4月 - カン・ダニエル『Antidote』
- 5月 - BTS『Butter』
- 6月 - Brave Girls「Chi Mat Ba Ram」
- 7月 - BTS『Permission to Dance』
- 8月 - Red Velvet『Queendom』
- 9月 - BTS&コールドプレイ『My Universe』
- 10月 - IU『Strawberry moon』
- 11月 - TWICE『Scientist』

2022年度第12回 - 授賞式2023年
- 2021年12月 - IVE『ELEVEN』
- 1月 - Kep1er『WA DA DA』
- 2月 - テヨン『INVU』
- 3月 - (G)I-DLE『TOMBOY』
- 4月 - IVE『LOVE DIVE』
- 5月 - LE SSERAFIM『FEARLESS』
- 6月 - BTS「Yet to Come」
- 7月 - aespa『Girls』
- 8月 - BLACKPINK『Pink Venom』
- 9月 - BLACKPINK『Shut Down』
- 10月 - LE SSERAFIM『ANTIFRAGILE』
- 11月 - ITZY『Cheshire』

### その他の賞
2020年度第10回 - 授賞式2021年
- 今年のアルバム制作者賞 - CHANGMO、AMBITION MUSIK
- 今年のリテールアルバム賞 - BTS「MAP OF THE SOUL : 7」
- 今年の新人賞(アルバム部門) - ENHYPEN
- 今年の新人賞(音源部門) - aespa
- 今年のワールド韓流スター賞 - NCT
- 今年のトップキットセラー賞 - NCT
- 今年の発見賞 - ヨンタク
- 今年のポピュラーシンガー賞 - ファン・イヌク
- Mubeatグローバルチョイス賞 - BLACKPINK、イム・ヨンウン
- 今年のソーシャルホットスター賞 - BLACKPINK
- 今年の海外ライジングスター賞 -トーンズ・アンド・アイ
- K-POP貢献賞 - イ・スマン
- 今年の作曲家賞 - IU
- 今年のホットパフォーマンス賞- IZ*ONE、Stray Kids
- 今年のロングラン音源賞 - IU「Blueming」
- 今年のワールド・ルーキー賞 - ATEEZ、ITZY

2021年度第11回 - 授賞式2022年
- 今年のアルバム制作者賞- IU、EDAMエンターテインメント
- 今年のリテールアルバム賞 - BTS「Butter」
- 今年のアダルト・コンテンポラリーミュージック賞 - イム・ヨンウン
- 今年の新人賞(アルバム部門) - イ・チャンウォン
- 今年の新人賞(音源部門) - イ・ムジン
- 今年のロングラン音源賞：BTS「Dynamite」
- 今年のトップキットセラー賞 - NCT DREAM
- 今年のポピュラーシンガー賞 - Standing Egg
- 今年のワールドルーキー賞 - ENHYPEN、aespa
- 今年のワールド韓流スター賞 - Stray Kids
- 今年のホットパフォーマンス賞 - OH MY GIRL、THE BOYZ
- 今年の作曲家賞 - ライアン・チョン
- 今年の作詞家賞 - IU
- 今年のソーシャルホットスター賞 - BTS
- Mubeatグローバルチョイス賞 - BTS、リサ (BLACKPINK)
- 今年の発見賞 - ホミドゥル(ヒップホップ)、STAYC(ホットトレンド）
- 今年のスタイル賞 - ソン・ソンドゥク(キャリアグラフィ)、キム・ウク(スタイリスト)
- 今年の実演者賞 - チョン・ジェピル(演奏)、キム・ヨンソ(コーラス)

2022年度第12回 - 授賞式2023年
- 今年のレコード制作賞 - (G)I-DLE、CUBEエンターテインメント
- 今年のリテールアルバム賞 - BTS「Proof」
- 今年のグループ賞 - SEVENTEEN、BLACKPINK
- 今年のソロ歌手賞 - イム・ヨンウン、ナヨン
- 今年の新人賞(アルバム部門) - IVE
- 今年の新人賞(音源部門) - New Jeans
- Mubeatグローバルチョイス賞 - イム・ヨンウン、BLACKPINK
- 今年のワールド韓流スター賞 - TOMORROW X TOGETHER
- 今年のワールドルーキー賞 - STAYC
- 今年のロングラン音源賞 - イム・ヨンウン「愛はいつも逃げていく」
- 今年のホットパフォーマンス賞 - ENHYPEN
- 今年のニューアイコン賞 - チェ・イェナ、NMIXX
- 今年のソーシャルホットスター賞 - BTS
- 今年のトップキットセラー賞 - NCT DREAM
- 今年の海外音源賞 - ジャスティン・ビーバー、The Kid LAROI「STAY」
- 今年の海外ライジングスター賞 - GAYLE
- 今年の発見賞 - BE'O(ヒップホップ)、ユンナ(ロックメタル)
- 今年の作曲家賞 - ライアン・チョン
- 今年の作詞家賞 - ソ・ジウム
- 今年の実演者賞 - チェ・インソン(演奏)、ペ・スジョン(コーラス)
- 今年のスタイル賞 - キム・ウンジュ(パフォーマンスディレクター)、ブラックキュー(ビジュアルディレクター)
- idolplusニュースター賞 - TEMPEST
- idolplusグローバルアーティスト賞- BTS